# Кулайская культура
Кулайская культура — археологическая культура Западной Сибири с середины I тысячелетия до н. э. до середины I тысячелетия н. э.
Разными исследователями кулайская культура связывается с предками самодийцев, угров, кетов.
Названа по месту находки в 1922 году «клада», состоявшего из бронзового котла и мелких бронзовых и серебряных изделий на горе Кулайке в современном Чаинском районе Томской области. По одной из версий название «Кулайка» происходит от селькупского «Гора духов (гора предков)».

## Расселение
Изначальная территория распространения кулайской культуры приблизительно совпадает с территорией Томской области, за исключением южных районов. На рубеже тысячелетий, вероятно, в связи с некоторым похолоданием, часть племён переместилась немного южнее, заняв южные районы Томской области.
В середине I тысячелетия н. э. многие племена стали покидать исконные земли, мигрируя в направлениях нынешних Салехарда (Ямало-Ненецкий АО), Тары (Омская область), Барнаула (Алтайский край), Ачинска (Красноярский край).

## Искусство
Для культуры характерно развитое бронзовое литьё: средства охоты, культовые артефакты — фигурки людей, рук и лиц, животных (чаще всего лосей), птиц, мифических существ и др.

## Быт
Кулайцы проживали в полуземлянках. Занимались охотой, рыболовством и скотоводством, в частности, коневодством.
Первоначально люди расселялись небольшими группами, поселение состояло из 2—3 жилищ. Через некоторое время количество жилищ увеличилось до ~10, появились защитные сооружения, в частности, рвы и валы, количество проживающих в одном городище достигло ста человек.
Изготавливалось бронзовое, а позднее и железное оружие, луки сложной конструкции, защитные доспехи (чаще всего костяные).
Умершие хоронились в земляных могилах, как правило в деревянных ящиках, вместе с предметами быта — сосудами, чашами, бусами, бронзовыми украшениями и т. п.. Иногда тела оборачивались берестой. Возможно, практиковались человеческие жертвоприношения.

## Межэтнические отношения
Известно, что соседние племена между собой враждовали. Однако существовал союз ряда кулайских племён и жителей степных территорий (саргатская культура) для совместной защиты от набегов соседних народов, а также для активной торговли.
Продвижение кулайцев на юг, по лесам вдоль Оби до предгорьев Алтая, было относительно мирным, поскольку осваиваемые ими лесные участки не представляли заметной ценности для скотоводческого хозяйства местного населения.

## Антропология
В облике кулайцев преобладают восточные черты, сближающие их с неолитическим населением Барабинской лесостепи - носителями северной евразийской расы. На рубеже бронзового и железного веков они были вытеснены из лесостепи саргатской культурой на юг в горы (алды-бельская и каракобинская культуры) и на север в тайгу (кулайская культура). Позже южные кулайцы вернулись из тайги в лесостепь. Наблюдается антропологическая преемственность между кулайцами и селькупами.

## В современном искусстве
В начале XXI века кулайская тема стала очень популярна в Сибири. Группа томских художников и музыкантов (Н. Нелюбова, С. Кугаевская, М. Кухта и другие) создали арт-проект «Сомана КуКуН», целиком основанный на кулайских символах. С 2004 года Кулай считается историческим брендом Томской области.